# Иволга-Холдинг
ТОО «Иволга-Холдинг» — казахстанская многоотраслевая агропромышленная группа компаний. Штаб-квартира компании находилась в Костанае. Основные активы располагались в Казахстане и России. Была одной из крупнейших агропромышленных компаний Казахстана. Обанкротилась в 2018 году, активы перешли различным российским и казахстанским компаниям, в том числе ТОО «Олжа Агро».

## Собственники и руководство
Главой холдинг был Василий Розинов — олигарх из Казахстана ($360 млн на май 2014). В составе правления были ближайшие родственники.
27 декабря 2017 года после неисполнения кредитных обязательств для оздоровления ситуации генеральным директором ТОО «Иволга-Холдинг» был назначен Ходжаназаров Айдарбек Асанович.

## История
Компания было образована в Костанае в 1992 году бывшим директором совхоза Василием Розиновым. Компания изначально занималась перепродажей поддержанных автомобилей из Европы и только в 1997 году занялась сельхозпроизводством. В первые годы агробизнеса Розинов обменивал зерно за солярку у обнищавшего населения по невыгодному для них тарифу. Таким же образом удалось выкупить сельхозтехнику. В это время компания быстро выросла.
Основными направлениями деятельности компании были растениеводство, животноводство, производство сахара, семеноводство, переработка и хранение зерна — холдингу принадлежал 31 элеватор на территории Казахстана и России. Земельный фонд «Иволга-Холдинг» составлял более 1,5 миллиона гектаров, что на 400 тысяч больше, чем у крупнейшего агрохолдинга западного полушария — аргентинского «Эль Техар». Несмотря на это, производительность компании была низкой. В структуру группы так же входили торговые дома, сахарные заводы, предприятия по подработке семян и производству биотоплива, строительных материалов и пластиковых окон, сеть автозаправочных станций «Иволга», авиапредприятие с парком из полусотни самолётов. Компания контролировала газету «Костанайские новости» и телеканал «Алау ТВ». ТОО «Агротехмаш», входивший в состав холдинга, производил сборку тракторов К-744 Кировского завода под маркой «Казахстанец». До 2014 года являлась крупнейшим в мире агропромышленным холдингом.
В 2010 годах компания активно занимала деньги. Позже, в 2016 году выяснилось, что возглавляемая Василием Розиновым «Иволга-Холдинг» не вернула кредиты банкам Казахстана, России и Великобритании. В феврале Евразийский банк развития подал иск к компании о признании ее банкротом. Банк не получил 80 миллионов долларов, которые выделял «Иволга-Холдинг» в 2011 году с сроком возврата к 2014 году. Подобный иск выдвинули и Royal Bank of Scotland и Сбербанк. 
«Иволга-Холдинг» стремительно теряла позиции. В России компания из пятерки лидеров-латифундистов вылетела еще в 2016 году. В 2017 году казахстанские активы передали в доверительное управление ТОО «Олжа агро», однако это не дало ожидаемого эффекта и несколько хозяйств «Иволги», включая головное предприятие, подошли к банкротству. К этому времени предприятие было в полном кризисе. В 2018 году «Иволга-Холдинг» обанкротилась. Профильные сельскохозяйственные казахстанские активы перешли ТОО «Олжа Агро». Затем началось судебное разбирательство. В 2020 году Василий Розинов был признан виновным за «причинение имущественного ущерба путем обмана или злоупотребления доверием».